# Glenn Myernick
Glenn "Mooch" Myernick (29 de diciembre de 1954 - 9 de octubre de 2006) fue un futbolista estadounidense y director técnico de varios equipos desde el año 1993 hasta el 2006.
- Datos: Q1531091